# Barevný prostor
Barevný prostor je předem definovaná množina barev, kterou je schopno určité zařízení snímat, zobrazit nebo reprodukovat. Barevný prostor je ve většině případů založen na barevném modelu, ale na rozdíl od barevného modelu má barevný prostor standardizované odstíny základních barev.
S barevným prostorem se lze setkat u různých zařízení, ale nejčastěji u monitoru, digitálního fotoaparátu, skeneru a tiskárny.
Barevné prostory lze rozdělit podle dvou hledisek. První hledisko rozděluje barevné prostory podle toho, zda jsou na daném zařízení závislé či nezávislé. Druhé hledisko zohledňuje, z jakého barevného modelu vycházejí.
Rozsah barev v barevném prostoru se nazývá gamut.
Jednotlivé barevné prostory se odlišují zejména v základních barvách a také v bílém bodu.

## Barevné prostory založené na RGB
Tyto barevné prostory jsou založeny na barevném modelu RGB, který se skládá ze tří základních barev – červené (Red), zelené (Green) a modré (Blue). Model RGB využívá aditivního míchání barev a používá se pro zobrazení barev v monitorech, projektorech, televizích a také pro kódování barev na webové stránky.

### sRGB
Barevný prostor sRGB je výsledkem spolupráce firmy Microsoft s firmou Hewlett-Packard a byl představen v roce 1996. I v současné době (říjen 2012) se jedná o nejrozšířenější barevný prostor, který je používán jako standard pro systém Windows a přijala ho řada organizací jako například: W3C, Exif, Intel Corporation a Corel Corporation. Barevný prostor sRGB je nezávislý na zařízení.
Rozsah barev v barevném prostoru je nejčastěji znázorňován za pomoci chromatického diagramu CIE 1931. V tomto diagramu je prostor sRGB definován hodnotami, které jsou uvedeny v tabulce.
|   | Červená | Zelená | Modrá  |
| - | ------- | ------ | ------ |
| x | 0,6400  | 0,3000 | 0,1500 |
| y | 0,3300  | 0,6000 | 0,0600 |

Rozsah barev sRGB

Další důležitou specifikací sRGB je hodnota bílého bodu, která označuje barvu s RGB hodnotami (255, 255, 255). Hodnota bílého bodu je u sRGB označována jako D65 a odpovídá hodnotě 6 504 kelvinů. V chromatickém diagramu CIE 1931 odpovídá hodnotám x = 0,3127, y = 0,3290
Kompletní specifikace prostoru sRGB je uvedena ve standardu IEC 61966-2-1.

### Adobe RGB
Barevný prostor Adobe RGB vznikl v roce 1998 a vytvořila jej firma Adobe Systems. V porovnání s sRGB má Adobe RGB větší rozsah barev a to zejména v oblasti zelené a azurové barvy. Červená a modrá složka odpovídají hodnotám sRGB, ale zelená složka má hodnoty posunuty až k x = 0,2100 a y = 0,7100.
|   | Červená | Zelená | Modrá  |
| - | ------- | ------ | ------ |
| x | 0,6400  | 0,2100 | 0,1500 |
| y | 0,3300  | 0,7100 | 0,0600 |

Rozsah barev Adobe RGB

Hodnota bílého bodu je u Adobe RGB stejná jako u sRGB tzn. D65 (6 504 kelvinů) a odpovídá hodnotám x = 0,3127; y = 0,3290.

### Apple RGB
Barevný prostor Apple RGB je určen pro trinitronové obrazovky Apple a je nepatrně menší než prostor sRGB. Apple RGB dokáže pokrýt zhruba 33,5 % reálných barev.
|   | Červená | Zelená | Modrá  |
| - | ------- | ------ | ------ |
| x | 0,6250  | 0,2800 | 0,1550 |
| y | 0,3400  | 0,5950 | 0,0700 |

I u Apple RGB odpovídá hodnota bílého bodu D65 (6 504 kelvinů) a hodnotám x = 0,3127; y = 0,3290.

### Wide Gamut RGB
Barevný prostor Wide Gamut RGB dokáže pokrýt zhruba 77,6 % reálných barev a byl vyvinut společností Adobe Systems. Svým rozsahem patří mezi velké barevné prostory.
|   | Červená | Zelená | Modrá  |
| - | ------- | ------ | ------ |
| x | 0,7350  | 0,1150 | 0,1570 |
| y | 0,2650  | 0,8260 | 0,0180 |

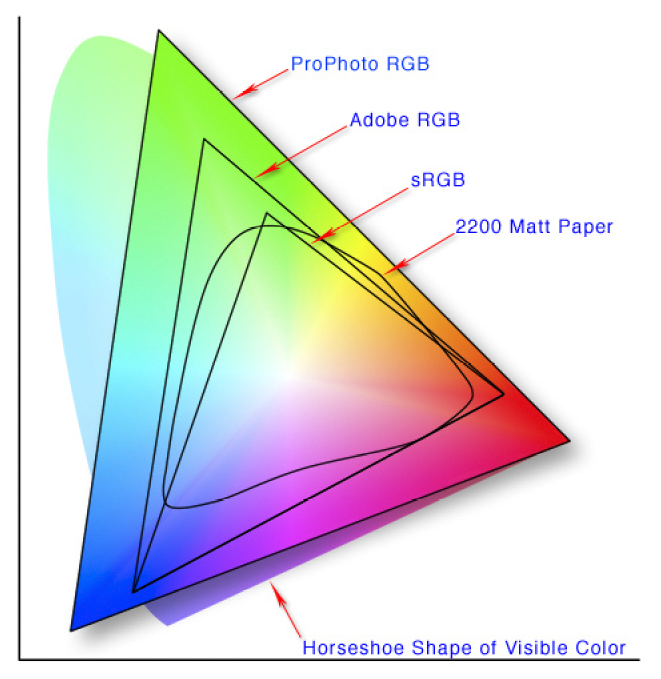
Porovnání gamutů barevných prostorů

Bílý bod odpovídá hodnotě D50 (5 004 Kelvinů) a v chromatickém diagramu CIE 1931 hodnotám x = 0,3457 a y = 0,3585.

### Pro Photo RGB
Barevný prostor Pro Photo RGB vytvořila firma Kodak a tento barevný prostor je schopen zaznamenat 91,2 % reálných barev. Tento barevný prostor je Mezinárodním konsorciem pro barvu označován jako Romm RGB.
Hodnoty barevného prostoru Pro Photo RGB v chromatickém diagramu CIE 1931 jsou uvedeny v tabulce.
|   | Červená | Zelená | Modrá  |
| - | ------- | ------ | ------ |
| x | 0,7347  | 0,1596 | 0,0366 |
| y | 0,2653  | 0,8404 | 0,0001 |

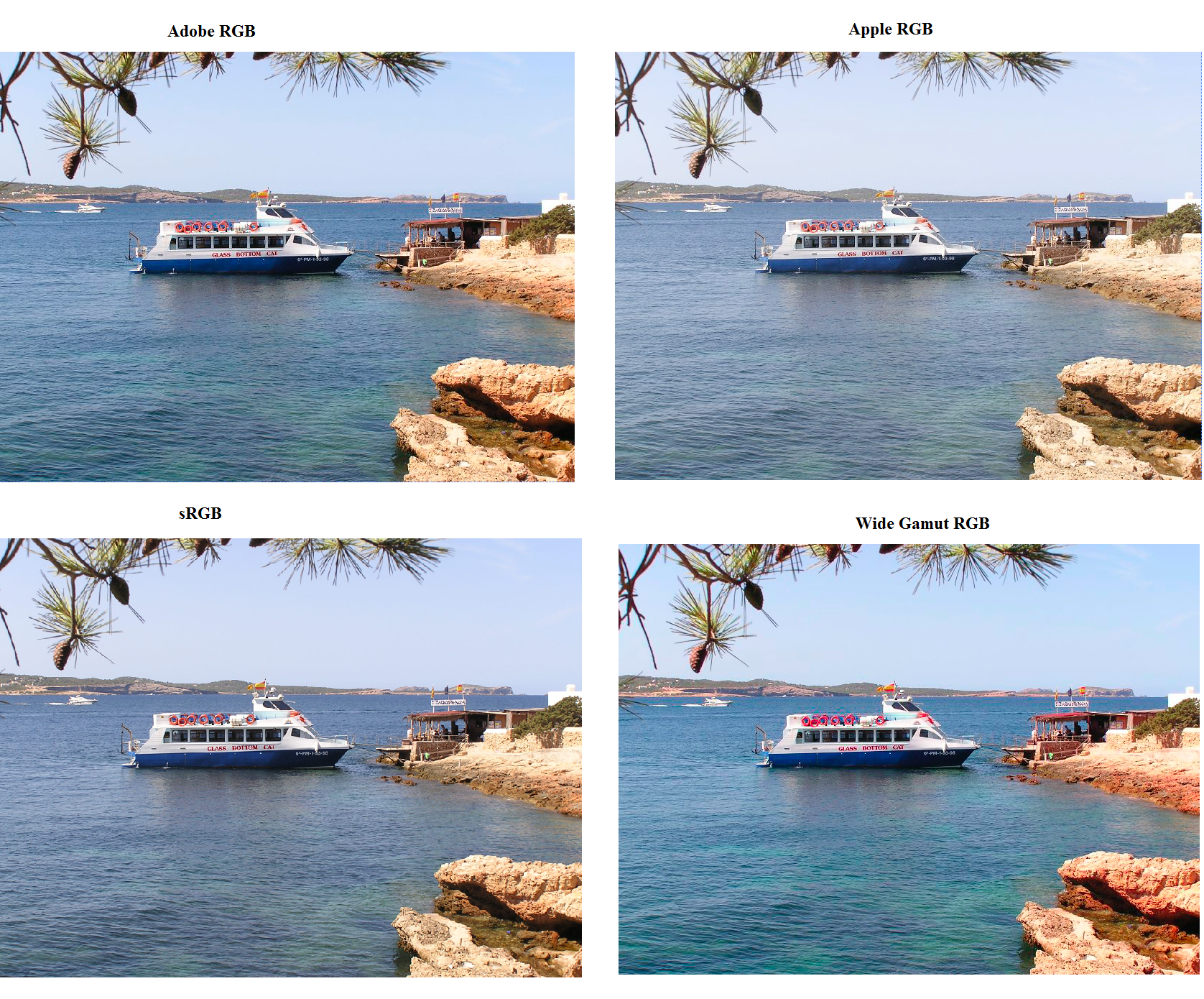
Fotografie zobrazená v různých barevných prostorech

I přes svůj velký rozsah barev se barevný prostor Pro Photo RGB zatím[kdy?] neprosadil a to zejména z důvodu, že ho zobrazí jen speciální monitory.

### Color Match RGB
Barevný prostor Color Match RGB se dá svým rozsahem barev přirovnat k barevnému prostoru sRGB, protože dokáže pokrýt zhruba 35 % reálných barev.
|   | Červená | Zelená | Modrá  |
| - | ------- | ------ | ------ |
| x | 0,6300  | 0,2950 | 0,1500 |
| y | 0,3400  | 0,6050 | 0,0750 |

Hodnota bílého bodu odpovídá hodnotě D50 (5 004 kelvinů) a tento barevný prostor je určen zejména pro obrazovky s fosfory P22-EBU.

## Barevné prostory založené na CMYK
Barevné prostory CMYK jsou založené na barevném modelu CMYK, který tvoří čtyři základní barvy – azurová (Cyan), purpurová (Magenta), žlutá (Yellow) a černá (blacK).
Barevný model CMYK je založen na subtraktivním míchání barev a používá se výhradně pro tisk.

### Prostor CMYK
Barevný prostor CMYK využívají tiskárny a jedná se o prostor, který je vždy závislý na daném zařízení. Barevný prostor CMYK má menší rozsah barev než sRGB a při tisku tak musí dojít k převodu barev, které prostor CMYK neobsahuje.
Tento převod může být proveden třemi způsoby. První způsob se nazývá perceptuální a je doporučován zejména pro fotografie. Princip tohoto převodu spočívá v plynulém zužování a rozšiřování gamutu a to za účelem, posunout výsledné barvy co nejméně.

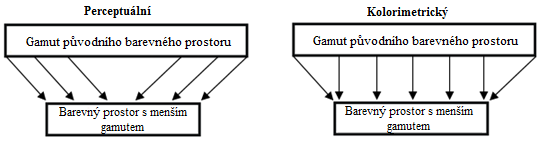
Znázornění perceptuálního a kolorimetrického převodu

Druhý způsob převodu se nazývá kolorimetrický. Tento způsob převodu převádí pouze barvy, které jsou mimo rozsah cílového prostoru. K převodu barev dochází tak, že barvy mimo cílový prostor jsou nahrazeny nejbližší barvou, která se v daném barevném prostoru již nachází. Způsob kolorimetrického převodu není vhodný pro fotografie a to z důvodu, že dvě rozdílné barvy mohou být nahrazeny stejnou barvou.
Poslední způsob převodu se nazývá sytý, nebo také sytost. Tento způsob převodu je vhodný zejména tam, kde je přesnost barev méně důležitá. Cílem tohoto převodu jsou živé barvy a je tedy vhodný například pro obchodní grafiky, kruhové grafy apod.
Novinkou v oblasti tisku je technologie označovaná jako High CHROMA, která využívá rozšířeného barevného prostoru. Tato technologie využívá stejného počtu barev jako klasický CMYK, ale saturace barev je zde posunuta. Barevný prostor, který lze touto technologií získat je větší než klasický prostor CMYK a dokonce se blíží barevnému prostoru sRGB.

## Další barevné prostory
Dále se můžeme setkat s barevným prostorem CIE XYZ, CIE L*a*b a Photo YCC.